# グレート・ジンバブエ遺跡
座標: 南緯20度16分23秒 東経30度56分04秒 / 南緯20.273063度 東経30.934344度

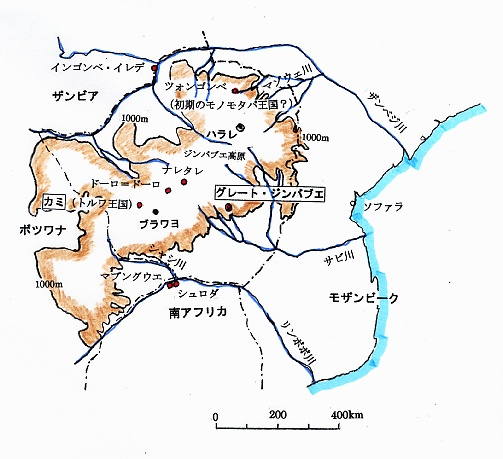
ジンバブエ共和国内の主な考古遺跡の位置図。グレート・ジンバブエ遺跡は、マシンゴ州の南緯20度17分、東経30度56分の位置にある

グレート・ジンバブエ遺跡 (Great Zimbabwe) は、ジンバブエ共和国の首都ハラレから南方300kmのジンバブエ高原の南端、サビ川の上流の標高約1000mに位置する、大規模な石造建築遺跡の名称である。ジンバブエとはショナ語で首長、王の宮廷の意味を含んだ「石の家」という一般語であり、最も大規模で著名なこの遺跡を指すときは、語頭に「グレート」を付けるのが慣例となっている。
最近の研究の進展に伴い、遺跡を築いたとされるショナ族の国家の通名として「グレート・ジンバブエ」の名称を用いるようになってきた。推定面積は周囲の集落を含めると東西1.5km、南北1.5kmの約2km2におよぶと考えられる。
遺跡の中心部にある石造建築物群は、50世帯近くに及ぶジンバブエの王ないし首長の一族のために築かれたもので、直方体の花崗岩のブロックを積み上げた円ないし楕円形の建物の組み合わせであり、個々にエンクロージャー（囲壁）と呼ばれている。石造建築エンクロージャー群は大きく3つに分けられ、北側に通称「アクロポリス」または「丘上廃墟」と呼ばれる建造物群、その南方に広がる「谷の遺跡」、そして最も有名な「大囲壁」（グレートエンクロージャー）に分けられる。1986年に下記の登録基準を満たす世界遺産として登録された。

## 研究史

### オフィール伝説と初期のずさんな調査
1860年代にはグレート・ジンバブエ遺跡の起源について全く誤った仮説が立てられていた。南アフリカのトランスヴァールで活動していたドイツ人宣教師A.メレンスキーなどは、ショナ族居住地にあるという巨大な遺跡について、ソロモン王を訪ねた「シバの女王国」の首都オフィールに違いないと考え、同国人の若い探険家カール・マウフにそのことを伝えた。
マウフは1871年、現地を訪れてグレート・ジンバブエ遺跡を発見し、「アクロポリス」をモリヤ山上、すなわち現エルサレムのソロモン神殿を模倣したもので、グレートエンクロージャーはシバの女王がエルサレムにいた時に住んでいた宮殿を模したものだと報告した。その根拠として遺跡で採集した木材片にレバノン杉の匂いがあるので、古代フェニキア人かユダヤ人がこの遺跡を築いたのだと主張した。
ケープ植民地の政治家セシル・ローズは、1890年、イギリス政府の保証のもとに私財を投じて当時マショナランドと呼ばれた現ザンビアと現ジンバブエ共和国の範囲にあたる地域を占領し、自分の名にちなんで「ローデシア」と命名した。
セシル・ローズは、グレート・ジンバブエ=オフィール説を信じていたといい、近東地域の研究家といわれ、考古学者を名乗っていたジェームズ・セオドア・ベント (James Theodore Bent) にグレート・ジンバブエの調査を行わせた。ローズが起こした英国南アフリカ会社（RSA）と英国地理学協会がこの調査を後援した。
ベントは、グレートエンクロージャーの大円錘塔がフェニキアの貨幣に刻まれた「神殿」に似ていることなどから、鳥の石柱やこのような「神殿」を築いたのはアラビア文化を担う人々であって、グレート・ジンバブエはアラビアにもたらされた黄金の鉱山の一つに違いないと主張した。そして現在Q方式と呼ばれる丁寧に築かれた石積みは、西アジア人によるものだと主張した。
1895年9月、RSAは支配地域の遺跡で財宝探しを行う許可をローデシア古代遺跡会社に与えたが、グレート・ジンバブエ遺跡だけは除外された。
ベントの仕事を引き継いだのは当時のローデシア在住のジャーナリスト、リチャード＝ホール (Richard Nicklin Hall) であった。彼は西アジア由来の遺物を探すために、グレートエンクロージャーなどの遺物包含層を徹底的に掘り返し、乱掘によって遺跡を大規模に破壊した。そして古代西アジア人による繁栄とイスラム教徒のアラブ・スワヒリ人による再興、そしてアフリカ人による退廃期という三段階の歴史的変遷が遺跡の調査で分かったと多数の著作で論じた。しかし彼は、グレート・ジンバブエがアフリカ人によるものであることを示す土器などをはじめとする生活用具には目もくれずに土砂と一緒に捨てたことまで著書に記述したので、その調査の杜撰さに密かに疑問をいだく考古学者もいた。

### 本格的な考古学調査の時代の到来
20世紀に入り、ようやく正確な考古学調査が始まった。1905年、イギリス科学振興協会はエジプト考古学で業績のあったデイヴィッド・ランダル・マッキーヴァー (Randall-MacIver,D) に調査を依頼した。マッキーヴァーは現地でグレート・ジンバブエのほかカミ遺跡、ドーロ＝ドーロ遺跡、ナレタレ遺跡など6カ所の遺跡を調査した。彼はホールが放置して廃棄した土器をはじめとする生活用具関連の出土品を一級の資料とし、現地の地層構造との関係を検証した。そして、発見された土器片が現在のショナ人が使用しているものとほぼ同じであって、石造建築物に何らアラビア風の影響は認められないと論じ、遺跡はショナ人など現地住民が築いたものだと主張した。
また、発見時の遺物の層位学的な位置関係に注目するとともに、アラブやペルシャ製ビーズ、中国産陶磁器などの搬入品はソロモン時代の紀元前どころか、早くても11世紀をさかのぼることはなく、これらの遺跡は15世紀ごろのものであると論じた。ホールはさっそく反論を書いて決着がつかないかに思われた。
1929年に再びイギリス科学振興協会の要請に応じて、女性考古学者のガートルード・ケイトン＝トンプソン (Caton-Thompson,G.) が発掘調査をすべく現地に赴いた。彼女は、「谷の遺跡」とモーンド廃墟について緻密なトレンチ調査を行い、層位学的研究法の見地から最下層までの層位と遺物を対応させた実測図とデータを提示して、後の研究者がデータを検証できるような報告書を作成するように努めた。そして彼女は自らの調査成果からマッキーヴァー説を強く支持する調査結果を発表した。彼女の調査法はフィールド調査の手本とされ、ガーレイクはその調査法を「広域的発掘調査の最初にして唯一の調査」と賞賛し、今日でも高く評価されている。
その後、ケイトン＝トンプソンは各地で講演を行ったが、プレトリアで行った講演で遺跡の建築者は紛れもなく現地のアフリカ人であること、彼らが成熟した文明の担い手であって高度な国家的組織と優れた独創性と高い技術を持っていたことを論じ、南部アフリカの学界を挙げて取り組むにふさわしいテーマだと訴えると、アウストラロピテクスの発見者として知られるレイモンド・ダートは激怒して演壇と司会者に向かって怒鳴りつけ、会場から足を踏み鳴らして出ていったという逸話がある。このようにグレート・ジンバブエ＝アフリカ人建設説は、当時のアフリカ南部の白人社会においては受け入れがたいものであった。
1958年、ローデシア政府のもとでロジャー＝サマーズはグレートエンクロージャーの再発掘調査、キース・ロビンソンは出土陶磁器の編年、A.ウィッテイが建築学的な発展過程についての調査を行った。この3者によって包括的、基礎的なデータの収集が行われた。また、D.P.アブラハムによるポルトガル人の残した文献、口伝、考古遺跡の発掘調査の検討による研究が世界的に注目された。後述するように彼の研究は、日本国内におけるように未だ誤解を残している面があるが、当時としては優れた学際な研究とみなされた。
1961年ジンバブエ・アフリカ人民同盟 (ZAPU) が結成され、グレート・ジンバブエこそアフリカ人の新国家の誇るべきシンボルであると主張した。このためローデシア政府と白人保守派は、グレート・ジンバブエ＝アフリカ人建設説はアフリカ原住民のナショナリズムを鼓舞しかねないと恐れ、未だに「謎に包まれているという」公式見解を発表した。1965年にはグレート・ジンバブエに関する文献を検閲することで、アフリカ人にとって有利であり、白人のみが優等人種であるという考え方にとって都合の悪い事実を隠そうと試みた。
1970年代に入るとトーマス・ハフマンとガーレイクによる発掘調査が行われた。ハフマンは庶民の居住区1200m2の調査を行った。これまで石造建築物中心だった調査の目標を石造物以外の庶民の生活にスポットをあてようとするものだった。しかし、ローデシア政府はこれらの研究者を冷遇し、ガーライクなどの研究者はアフリカ人にとって有利で白人のみが優等人種であるという考え方にとって都合の悪い事実を調査している、との判断基準から国外退去せざるを得なかった。1980年のロバート・ムガベによる黒人多数政権ができてから「公式見解」が取り消され、学術的な成果を還元できるようになった。

### 最近の研究動向
グレート・ジンバブエについては、モノモタパの先祖がグレート・ジンバブエを支配し、その後ジンバブエ高原北東部に移ったのだというD.P.アブラハムの説に影響され、古い概説書などではグレート・ジンバブエとモノモタパ王国を直接結びつける記述が多く、日本国内にもそのような文献が多い。しかし、ポルトガル人の文献に見られる「ジンバブエ」「シンバオエ」が具体的に明らかでなかったり、グレート・ジンバブエと直接関係があるとは思えないものもあることが判明している。
また、文献資料をよく検討すると、ハラレの北北東100km、ザンベジ川の支流マゾウエ川の水源に近いツォンゴンベ遺跡がモノモタパ王国の初期の宮廷が置かれた遺跡ではないかと考えられている。ツォンゴンベ遺跡から採取された木材の放射性炭素年代測定の結果は、グレート・ジンバブエの末期にあたる1450年を示しており、グレート・ジンバブエと「モノモタパ王国」の政体とは直接関係がなく、石造建造物の建築技法などの文化的伝統のみが受け継がれているというのが、今日では学界の共通した見方である。
他にも南アフリカに現在住むユダヤ系のレンバ族がグレート・ジンバブエの建設に関係しているとの説もある。
しかしながら、考古学的な証拠および最近の研究結果によって支持されているのは、ショナ族とヴェンダ族によるグレート・ジンバブエの建設（そしてその文化的起源も彼らに帰すもの）である。

## 代表的な遺構

### 「アクロポリス」
「アクロポリス」は、比高差80mの花崗岩の丘の上にある遺構であり、大きく西エンクロージャーと東エンクロージャーに区分される。西エンクロージャーは、高さ7mで、最も高い部分で高さ9mに及ぶ石壁がそびえ、石壁底部の厚さは6～7mに達する。石壁は自然の巨石を組み込んで築かれ、直径30mに及ぶ。壁の上には、小さな塔が4つとその間に石の柱があったと推察され、首長の権威の象徴である穀物蔵と武具を表すという説もある。このような西エンクロージャーは、王ないし首長が政治をつかさどった場であると考えられ、金製品や滑石の盆や儀礼用に用いたと考えられている青銅製の槍先など首長の権威を象徴する遺物が出土している。
一方、東エンクロージャーの内部には、石組みのテラスが築かれ、祭祀や宗教に関連する遺物が出土した。特に注目されるのが鳥の彫像若しくは人間のような足を持つ鳥のような生物の彫像を頂部に刻んだ滑石製の約1mほどの石柱が6本確認されたことである。これらの石柱は、前述したテラス状遺構を祭壇として用いた際に立てられていて雨乞いなどの儀式に用いられたと推察される。というのは、ショナ族の世界観では、鳥は、天の霊界と地上の俗界を往来し仲介できる使者のような存在であり、亡くなった首長の霊や先祖の霊が天に昇ると現世のあらゆる災厄から社会を守る能力を獲得すると考えていたので、呪術師、霊媒師が、鳥の像を先祖の霊を呼び寄せる一種の依代として、儀式に用いたのではと考えられるからである。政治の場と祭祀の場が隣り合わせであることから、ジンバブエの支配者たちは、祖霊の供養を行ったり託宣を受けたりして、祭政一致に近い統治を行っていた可能性が強い。

### 「谷の遺跡」
「谷の遺跡」は、「アクロポリス」の南方400～500mほどの位置に広がり、ジンバブエの王ないし首長の妻たちと子どもたちの住居であったと考えられている。最も大きな遺構は、直径10mを超える円形の壁をもつ大きな住居であり、草葺きであったと考えられている。「王妃」ないし首長の第一夫人の住居と考えると、彼女が多くの妻たちの筆頭として「日常家事行為」をきりもりするために他の夫人たちやその子どもたちの住居と想定されるエンクロージャーにつながる通路が八方にのびていたことが理解できる。
一方、出土品には、中国製の陶磁器皿、西アジア産のガラス製品、大量のガラスビーズ、銅製の指輪と重さ数キロにも及ぶ銅線、鉄製のゴング3点及び足輪、鍬、斧、スプーン、燭台、ペルシャ製容器2点、金ビーズ、象牙、子安貝などの貝類、儀礼用青銅製槍先2点が発見されたことから倉庫として機能をもっていた施設ではないかとも考えられる。いずれにせよ、これらの首長の妻たちと子どもたちの住むエンクロージャーには、各々の妻たちの実家のトーテムと思われる石柱ないし石柱の立てられた痕が「家」の入り口に残されていた。そのなかには、アクロポリスの「東エンクロージャー」で発見されたものと酷似する鳥の石彫を頂部に付けワニの姿を刻んだ滑石製石柱が1点発見されている。現在のジンバブエ共和国の国旗デザインに描かれた「鳥の彫像」イメージは、この遺物から採られている。

### 「大囲壁」（グレートエンクロージャー）
さて、「第一夫人」の住居、または「倉庫」の南方へ延びる通路の突き当たりに有名な「大囲壁」（グレートエンクロージャー）、マッキーヴァーが「楕円神殿」と呼んだ建造物がある。グレートエンクロージャーは、長径89m、外壁の周囲の長さ244m、高さ11m、外壁の基部の厚さ6mに達する。グレートエンクロージャーは、大きく東側と西側に区分され、西側部分の構造は「谷の遺跡」に似ており、居住の場であったと考えられ、東側には、直径5.5m、高さ9mを超える円錘形の塔が建てられており、宗教的祭祀的な空間であったと考えられる。
このようなグレートエンクロージャーの用途については研究者によって説が分かれ、トーマス・ハフマン (Huffman,T.N.) は、文化的にショナ族に近い南アフリカのベンタ人の慣習などから推定して、いわゆる若者宿や成人式の学校のような施設と考えている。ベンタ人は、東が聖、西が俗、南が男性、北が女性を表すという一種のコスモロジーをもっている。西側は、成人式参加者が寝起きする生活の場所であり、参加者は一定の期間周壁の建設などの労働奉仕を行うために集められた。南西の門が男性用で、北西の門が女性用と決められていた。聖の空間とされる東側の円錘状の塔の周辺で人間や牛の形をした土偶が出土するのは、成人になるにあたっての「秘伝の伝授」の儀式を行っていたからである。そしてグレートエンクロージャーの外壁の頂部を飾る黒っぽい石と山形の石組みは、それぞれシマウマと蛇を表し、多産と豊饒の象徴である。グレートエンクロージャーが「谷の遺跡」と隣接しているのは、王ないし首長の妻が成人式に関して重要な役割をになうので隣り合わせなのであるという考え方がある。
一方、研究者として最も著名なピーター・ガーレイク (Garlake,P.S.) は、グレートエンクロージャーの大きな囲壁は、単純に王権の象徴であり、もともとは「アクロポリス」にいた王がある時期に宗教的指導者に「アクロポリス」をゆだねて、自らは、ふもとのグレートエンクロージャーに住んだのだ、と考えている。
グレートエンクロージャーの建築順序は、西側部分とその周辺の石壁が最初に築かれ、それを囲むように外壁がやはり西側から反時計回りに建設された。石積みの技法は、東側と北側にかけての部分と円錘形の塔が最も丁寧に築かれており、研究者は、着手時の不ぞろいな花崗岩ブロックで築かれた西側部分の技法をP方式、一定の大きさの花崗岩ブロックによって平行な積み目になった北東部分の技法をQ方式と呼んでいる。技術が円熟したという研究者もいるが聖俗の区分を意識した設計思想があったとも考えられにわかには断定できない。
なお、遺跡の建築とその周辺の環境との関係の理解には自然環境と生物相の保護も必要であるが、動物相は密猟などにより、植物相は外来種のランタナの侵入により影響を受けている。

## グレート・ジンバブエの歴史
グレート・ジンバブェ遺跡の居住が始まったのは、紀元前2500年ごろからで、「アクロポリス」の西方に集落が築かれた。そのころ、グレート・ジンバブェの南方のリンポポ川の中流とその支流シャシ川の合流地点にもショナ人による集落が形成され、それは大きく発展して575年ごろ有力な支配者が現れてマプングウエの柳葉状の丘に石造建造物を築いた。マプングウエは、周囲9haほどの「都市」となり、金の中継貿易で繁栄し、研究者は、リンポポ川中流域を支配する人口12000～15000人規模の「マプングウエ国」という小王国を想定している。グレート・ジンバブエは、650年ごろ、石壁をもつ建造物を造りはじめる。
一方、この頃のリンポポ川流域は、旱魃にみまわれ、イスラム商人たちは、より北方のサビ川流域の交易ルートを開発し、マプングウエはこのことによって急速に衰退することになる。一方、サビ川上流にあるグレート・ジンバブエは、これを契機に大発展することになった。ジンバブエ高原南西部の金の産地とインド洋沿岸を結ぶ直線上に位置したグレート・ジンバブエは、リンポポ川流域を経由するよりはるかに便利な立地にあった。標高1000mの立地は、谷間のマプングウエにくらべ、眠り病の病源体を媒介するツェツェバエの生息域からはずれ、多少の起伏は、牛の移牧にも適していた。また、高原とリンポポ河谷の接点という立地は、比較的雨にも恵まれ、農業を行うにも適していた。グレート・ジンバブエの人々が栽培して食糧にしていたのは、モロコシ、アワ、シコクビエ、トウジンビエ、エンドウ、豆の一種で、ピーナッツのように地下に豆をつくるバンバラマメなどであった。
インド洋との交易ルートの中継地を握ったグレート・ジンバブエは、9世紀頃から発展し、グレートエンクロージャーをはじめとする大多数の建造物はこの時期に建てられたと考えられる。このころの人口は7000世帯人口35000人に達したと推定されている。「グレート・ジンバブエ国」の「王」は、遠隔地交易と金属加工業を保護し、遺跡からは、鉄製品として二股ゴング、日用的な道具の鋤やスプーン、多量の鉄くず、アフリカ中央部の広域にわたって使用された十字ないし×状の銅製品を造るための滑石製鋳型、儀礼用槍先などの銅製品、綿布生産に使用された石製紡錘車や土器片を転用した円板、金細工、ガラスビーズ、タンザニアのキルワで鋳造された金貨、中国の元、明代の陶磁器などの出土品が当時のグレート・ジンバブエのさかんな交易と産業の発展を物語っている。十字型銅製品は北方のザンベジ川中流以北で一種の通貨のように用いられていたもので、鉄製二股ゴングは、西アフリカで「神聖王」の権威を表すものであって、グレート・ジンバブエの王の権力と経済力の象徴であった。
しかし、発展の拡大は衰退の要因と表裏一体であった。農業の展開と人口集中は、燃料や石造建築物の内部を補う建築材料としての木材の大量伐採をもたらし、遠方まで行かないと木材の確保がおぼつかなくなることになった。さらに、栽培と移牧の繰り返しは、それほど地力のないサバンナの土壌を疲弊させた。そのため耕地は、都市の中心部からますます遠ざかることになった。さらにより北側の交易ルートの開発が追い討ちをかけた。モザンビークのソファラ沿岸は、海岸の浸食によって良港を失った。また、サビ川の河口が土砂の堆積によってふさがりつつあったため、イスラム商人は、より北側のザンベジ川流域の集落とジンバブエ高原北東部の金の取引をするようになった。このことは、グレート・ジンバブエの経済に深刻な打撃を与え、建築材の木材の放射性炭素年代測定から判明したように、15世紀後半頃に一定規模の気候変化、旱魃、飢饉等のなんらかの天災がおき、グレート・ジンバブエは放棄されたと考えられている。そして15世紀中頃から16世紀にかけて、ザンベジ川中流域にモノモタパ王国（ショナ語で「ムニュムタパ」）、ジンバブエの西方、現ブラワヨ近郊のカミ遺跡を首都としたトルワ王国が台頭することになる。

## 世界遺産

### 登録基準
この世界遺産は世界遺産登録基準のうち、以下の条件を満たし、登録された（以下の基準は世界遺産センター公表の登録基準からの翻訳、引用である）。
- (1) 人類の創造的才能を表現する傑作。
- (3) 現存するまたは消滅した文化的伝統または文明の、唯一のまたは少なくとも稀な証拠。
- (6) 顕著で普遍的な意義を有する出来事、現存する伝統、思想、信仰または芸術的、文学的作品と直接にまたは明白に関連するもの（この基準は他の基準と組み合わせて用いるのが望ましいと世界遺産委員会は考えている）。